# Paul Stoddart
Paul Gerard Stoddart (Melbourne, 26 maggio 1955) è un imprenditore australiano.
È stato proprietario della squadra di Formula 1 Minardi dal 2001 al 2005, poi ceduta alla Toro Rosso. Ne portò il nome anche in CART quando, acquistata una quota della Pacific Racing, la rinominò in Minardi Team USA nel 2007. Quando la ChampCar fu assorbita dalla Indy Racing League, Stoddart preferì non aderire temendo che i team provenienti dalla CART non sarebbero stati competitivi. La metà del Minardi Team divenne così la HVM Racing, continuando a gareggiare nella IRL sotto la direzione dell'altro proprietario Keith Wiggins.
Stoddart fu presente in Formula 1 anche negli anni 90, come sponsor dal 1997 della Tyrrell e dal 1999 della Jordan con il marchio European Aviation, una compagnia aerea.
Successivamente, è tornato a concentrarsi sulla sua attività di imprenditore nel campo dell'aviazione fondando la compagnia aerea a basso costo OzJet che ha iniziato i propri voli regolari il 29 novembre 2005 tra Melbourne e Sydney; nel marzo 2006 la compagnia ha però sospeso i propri voli di linea per mancanza di interesse e si è riposizionata sui servizi charter.